# Новиков Віктор Павлович
Віктор Павлович Новиков (1905, Казань, Російська імперія — 14 травня 1979, Белебей, Башкирська Автономна Радянська Соціалістична Республіка, СРСР) — Екзарх Сибіру, єпископ Російськой греко-католицькой церкви, член ордена єзуїтів ТІ, учасник Російського апостоляту, в'язень ГУЛАГу.

## Життєпис
З дитинства виховувався в родині польського інженера Холева.
У 1923 році за спробу нелегального переходу радянсько-польського кордону засуджений до 5 місяців в'язниці.
У 1924 році отримав польське громадянство і виїхав до Польщі, де закінчивши католицьку духовну семінарію, в 1927 році вступив в чернечий орден єзуїтів під Слонимом, надійшов до Ягеллонського університету в Кракові для вивчення філософії, продовжив богословську освіту в Григоріанському університеті в Римі.
У 1934 році висвячений в сан священика. У 1938 році призначений професором в семінарії в Дубно.
Від митрополита Андрея Шептицького отримав призначення віце-екзарха Російської греко-католицької церкви, очолюваної на цей момент архімандритом КлиментІєм Шептицьким.
З групою священиків, серед яких був Вальтер Чішек був нелегально спрямований в СРСР. З березня 1940 року проживав в місті Чусовий на Уралі.
23 червня 1941 був заарештований як агент Ватикану і звинувачений в антирадянській агітації і шпигунстві.
23 вересня 1942 засуджений за ст.ст. 58-6 і 58-10 КК РРФСР до 15 років виправних робіт.
Після Собору екзархів у Львові 1942 року, розділив Екзархат на території СРСР на російський і сибірський екзархати, призначений очолити Екзархат Сибіру.
У 1943 році відправлений в Воркутинський ВТТ.
20 січня 1954 був звільнений достроково і висланий до Башкирії. Проживав в Белебей, де викладав латинську мову в медичному училищі.
Свідчення того, що Новіков був в сані єпископа призводить преосвященний Павло (Василик), який будучи заарештованим 23 червня 1941 і перебуваючи в таборі в Жезказгані, був 1 січня 1950 Новіковим таємно висвячений в сан диякона.